# Kries
Kries je hrvatski etnosastav. Formirao ga je 2002. godine osnivač i frontmen LEGEN-a. Sastav nosi ime po tradicijskom obredu koji se svake godine slavi između Jurjeva i Ivanja - krijesu. Nadahnuće pronalaze u melodijama i tekstovima tradicijskih pjesama, slavenskoj mitologiji, dinarskom i mediteranskom ritmu.
Napravili su glazbu za film Branka Ivande "Konjanik".
Sastav je nastao na temeljima grupe LEGEN.

## Članovi
- Mojmir Novaković - vokal, osnivač benda
- Krešimir Oreški - udaraljke
- Ivo Letunić - lijerica, gusle
- Andres Amrus - diple, gajde
- Davor Batisweiler - DJ
- Erol Zejnilović - gitara
- Konrad Lovrenčić - bas
- Andor Vegh - gajde, flauta
- Ivan Levačić - bubnjevi

## Diskografija

### Studijski albumi
- Ivo i Mara (Kopito Records, 2004.), dvostruki album, uključuje i soundtrack filma Konjanik, gotovo sve pjesme na albumu govore o Ivi i Mari, glavnim likovima iz hrvatske mitološke predaje koji se i danas spominju u mnogim drevnim pjesmama i pričama hrvatskog naroda[2]
- Kocijani (Kopito Records, 2008.)
- Selo na okuke / Village Tracks (samostalno, 2016.,[3] Riverboat Records, 2017.[4])

## Ostalo
Osnivača benda često pitaju o razlici između Kriesa i LEGEN-a - za Slobodnu Dalmaciju originalno je rekao: "Riječ je o dva različita benda. Ovako bih to slikovito kazao: u Legenu smo skupljali ljekovite trave i onda najprije liječili sebe, a zatim i druge ljude. U Kriesu, prikupljamo drva za veliki krijes oko kojeg ljudi mogu slaviti".; kasnije je to za ravnododna.com parafrazirao u "...Legen [je] tražio ljekovite trave za publiku, dok Kries skuplja drva kako bi okupio ljude oko krijesa da okrijepe dušu." uz dodatak "Isti je pjevač, iako danas malo neozbiljniji nego je bio prije dvadesetak godina, i tradicijska glazba koju za inspiraciju uzimaju oba benda. Osim toga sve je drukčije. Ljudi u bendu, glazba i najviše od svega vrijeme u kojem je djelovao Legen i u kojem djeluje Kries."

### Strani mediji o bendu
- svjetski najutjecajniji časopis posvećen world musicu u suvremenoj glazbi "fRoots Magazin" povodom trećeg albuma: "Sve pjesme možda dolaze iz tradicije, no način na koji su izvedene posjeduje svu snagu i strast najboljeg punka. Zvuče kao da im sam život ovisi o svakom udarcu, svakoj noti. Čak i kada pjevač smekša svoj glas, kao na početku posljednje pjesme, "Buj Buja", zrak je ispunjen prijetećom atmosferom koja se samo pojačava kada gitara krene ubojitim, vijugavim riffom. To je izvrsna završna potpora naslovnoj pjesmi koja ostavlja bez daha... Pjesme s albuma "Selo na okuke" su možda stare, no bend ih kleše u simbole jednako relevantne danas kao i onda kad su prvi put zapjevane. Moderna glazba s dubokim korijenima. A Kries je rock bend, jedan od najpotentnijih koji ćete vjerojatno čuti. Nemojte nikada posumnjati u to."[5]
- "RootsWorld" povodom trećeg albuma: "Slušatelji će teško naći usporedbu s Kriesovom glazbom. Snažno muževno pjevanje i napjevi podsjećaju me na gregorijanske korale te norveške napjeve paganskog world-music benda Ym:Stammen. Perkusijski temelji pjesama podsjećaju me na grmljavinu brazilskog Nação Zumbi. Iako različite tradicije, što je posve sigurno, one ukazuju na raznolikost globalnog sela koje Kries zahtjeva i slavi... Kries se kreće izvan kategorizacije što 'Selo na Okuke/Village Tracks' čini dokumentom koji gori vječnom vatrom. ...perskusije prožimaju tradicionalne pjesme takvom težinom da Kries zvuči kao kakav soundtrack za ekstatične balkanske rituale."